# Rushmoor
Rushmoor es un distrito no metropolitano con el estatus de municipio, ubicado en el condado de Hampshire (Inglaterra). Fue constituido el 1 de abril de 1974 bajo la Ley de Gobierno Local de 1972 como una fusión del antiguo municipio de Aldershot y el distrito urbano de Farnborough.

## Geografía
Según la Oficina Nacional de Estadística británica, Rushmoor tiene una superficie de 39,04 km².

## Demografía
Según el censo de 2001, Rushmoor tenía 90 987 habitantes (50,43% varones, 49,57% mujeres) y una densidad de población de 2330,61 hab/km². El 21,43% eran menores de 16 años, el 73,12% tenían entre 16 y 74 y el 5,45% eran mayores de 74. La media de edad era de 35,39 años. 
La mayor parte (91,81%) eran originarios del Reino Unido. El resto de países europeos englobaban al 3,76% de la población, mientras que el 0,96% había nacido en África, el 2,53% en Asia, el 0,53% en América del Norte, el 0,09% en América del Sur, el 0,27% en Oceanía y el 0,05% en cualquier otro lugar. Según su grupo étnico, el 95,57% de los habitantes eran blancos, el 1,09% mestizos, el 1,75% asiáticos, el 0,63% negros, el 0,65% chinos y el 0,32% de cualquier otro. El cristianismo era profesado por el 73,03%, el budismo por el 0,39%, el hinduismo por el 0,62%, el judaísmo por el 0,07%, el islam por el 0,74%, el sijismo por el 0,1% y cualquier otra religión por el 0,33%. El 16,78% no eran religiosos y el 7,95% no marcaron ninguna opción en el censo.
El 45,96% de los habitantes estaban solteros, el 39,88% casados, el 1,95% separados, el 6,84% divorciados y el 5,37% viudos. Había 35 263 hogares con residentes, de los cuales el 25,03% estaban habitados por una sola persona, el 9,94% por padres solteros con o sin hijos dependientes, el 61,66% por parejas (49,9% casadas, 11,76% sin casar) con o sin hijos dependientes, y el 3,37% por múltiples personas. Además, había 920 hogares sin ocupar y 49 eran alojamientos vacacionales o segundas residencias.	